# Power Rangers : Dino Super Charge
 (mars 2024).
La mise en forme du texte ne suit pas les recommandations de Wikipédia : il faut le « wikifier ».
Les points d'amélioration suivants sont les cas les plus fréquents :
- Les titres sont pré-formatés par le logiciel. Ils ne sont ni en capitales, ni en gras.
- Le texte ne doit pas être écrit en capitales (les noms de famille non plus), ni en gras, ni en italique, ni en « petit »…
- Le gras n'est utilisé que pour surligner le titre de l'article dans l'introduction, une seule fois.
- L'italique est rarement utilisé : mots en langue étrangère, titres d'œuvres, noms de bateaux, etc.
- Les citations ne sont pas en italique mais en corps de texte normal. Elles sont entourées par des guillemets français : « et ».
- Les listes à puces sont à éviter, des paragraphes rédigés étant largement préférés. Les tableaux sont à réserver à la présentation de données structurées (résultats, etc.).
- Les appels de note de bas de page (petits chiffres en exposant, introduits par l'outil «  Source ») sont à placer entre la fin de phrase et le point final[comme ça].
- Les liens internes (vers d'autres articles de Wikipédia) sont à choisir avec parcimonie. Créez des liens vers des articles approfondissant le sujet. Les termes génériques sans rapport avec le sujet sont à éviter, ainsi que les répétitions de liens vers un même terme.
- Les liens externes sont à placer uniquement dans une section « Liens externes », à la fin de l'article. Ces liens sont à choisir avec parcimonie suivant les règles définies. Si un lien sert de source à l'article, son insertion dans le texte est à faire par les notes de bas de page.
- La présentation des références doit suivre les conventions bibliographiques. Il est recommandé d'utiliser les modèles {{Ouvrage}}, {{Chapitre}}, {{Article}}, {{Lien web}} et/ou {{Bibliographie}}. Le mode d'édition visuel peut mettre en forme automatiquement les références.
- Insérer une infobox (cadre d'informations à droite) n'est pas obligatoire pour parachever la mise en page.

Pour une aide détaillée, merci de consulter Aide:Wikification.
Si vous pensez que ces points ont été résolus, vous pouvez retirer ce bandeau et améliorer la mise en forme d'un autre article.
Chronologie
Dino Charge Ninja Steel
Power Rangers : Dino Super Charge est la 23e saison de la série télévisée américaine Power Rangers, adaptée du super sentai Zyuden Sentai Kyoryuger et produite par Saban Entertainment. 
Composée de 20 épisodes + 2 spéciaux, elle a été diffusée aux États-Unis sur Nickelodeon du 30 janvier au 10 décembre 2016 et en France du 28 mars 2016 au 23 décembre 2016.

## Synopsis
Après que Sledge soit probablement vaincu, c'est Heckyl qui devient le chef avec son double maléfique, Snide. Les Power Rangers Dino Super Charge doivent défendre la terre à nouveau. Mais Lord Arcanon arrive grâce à Singe aux côtés de Doomwing le double maléfique de Zenowing, un alien oiseau anthropomorphe. Heckyl est trahi même séparé de Snide et Lord Arcanon prend le pouvoir. Zenowing sera séparé de Doomwing et le détruira. Sledge revient peu après la défaite de son ancien employeur, il trahit et détruit Lord Arcanon, ainsi que son équipage (Singe et le Duo Musicien) grâce à l'énergemme obscur, et reprend le pouvoir. La terre va être détruite, durant la bataille finale, mais sera sauvée dans le passé grâce à l'ultime pouvoir des énergemmes qui permet de remonter le temps. Une fois Sledge et son équipage vaincus, dans le présent comme dans le passé, les héros rentrent a leur époque. Koda rentre à la préhistoire et Ivan retourne au Moyen Âge. Heckyl devint le gardien de l'énergemme obscur et retourne sauver sa planète Sentai 6 avec l'aide de Zenowing.

## Distribution

### Rangers Dino Charge
| Acteurs                      | Rôles              | Rangers                      | Armes                                             | Armures                                                                     | Véhicules | Zords        |
| ---------------------------- | ------------------ | ---------------------------- | ------------------------------------------------- | --------------------------------------------------------------------------- | --------- | ------------ |
| Brennan Mejia                | Tyler Navarro      | Ranger Dino Charge rouge     | Morpher Dino Charge, Dino Sabre, Morsure T-Rex    | Dino Métal, Dino Armure X, Dino Drive, Dino Super Drive, T-Rex Super Charge | Dino Moto | T-Rex Zord   |
| James Davies                 | Chase Randall      | Ranger Dino Charge noir      | Morpher Dino Charge, Dino Sabre, Para Hache       | Dino Métal, Dino Armure X, Dino Drive, Dino Super Drive                     | Dino Moto | Para Zord    |
| Yoshi Sudarso                | Koda               | Ranger Dino Charge bleu      | Morpher Dino Charge, Dino Sabre, Stégo Bouclier   | Dino Métal, Dino Drive, Dino Super Drive                                    | Dino Moto | Stégo Zord   |
| Michael Taber                | Riley Griffin      | Ranger Dino Charge vert      | Morpher Dino Charge, Dino Sabre, Raptor Griffe    | Dino Métal, Dino Drive, Dino Super Drive                                    | Dino Moto | Raptor Zord  |
| Camille Hyde                 | Shelby Watkins     | Ranger Dino Charge rose      | Morpher Dino Charge, Dino Sabre, Tricéra Perceuse | Dino Métal, Dino Drive, Dino Super Drive                                    | Dino Moto | Tricéra Zord |
| Davi Santos                  | Sir Ivan de Zandar | Ranger Dino Charge doré      | Ptéro Morpher doré, Ptéro Sabre doré              | Dino Drive, Dino Super Drive                                                |           | Ptéro Zord   |
| Reuben Turner / Dan Musgrove | James Navarro      | Ranger Dino Charge aquatique | Morpher Dino Charge, Dino Sabre                   | Dino Drive, Dino Super Drive                                                | Dino Moto | Ankylo Zord  |
| Jarred Blakiston             | Prince Phillip III | Ranger Dino Charge graphite  | Morpher Dino Charge, Dino Sabre                   | Dino Drive, Dino Super Drive                                                |           | Pachy Zord   |
| Claire Blackwelder           | Kendall Morgan     | Ranger Dino Charge violet    | Morpher Dino Charge, Dino Sabre                   | Dino Drive, Dino Super Drive                                                | Dino Moto | Plésio Zord  |
| Alistair Browning            | Zenowing           | Ranger Dino Charge argenté   | Titano Morph Blaster, Titano Sabre                | Dino Drive, Dino Super Drive                                                |           | Titano Zord  |

### Amis

#### Musée des Dinosaures d'Amber Beach / Zoo des Dinosaures d'Amber Beach
- Le Gardien (Eve Gordon/Richard Simpson) : il y a 65 millions d'années, cherchant à fuir le diabolique Sledge, le Gardien s'écrase sur la Terre. Il rassemble les dix plus forts dinosaures pour leur confier l'importante tâche de veiller sur les dix Energemmes, des prismes ultra puissants. Pour éloigner les monstres, il échange les Energemmes contre une bombe qu'il place dans leur coffret. Fury vole le coffret et fait exploser le vaisseau de Sledge, libérant les astéroïdes qui faisaient sa richesse. Les astéroïdes viennent s'abattre sur la Terre provoquant la disparition des dinosaures, et du puissant Gardien.

#### Amber Beach
- Monsieur Watkins (James Gaylyn) :  Monsieur Watkins est le propriétaire et le gérant de Watkins Ice Cream et le père de Shelby Watkins, la Ranger Dino Charge rose. Il souhaite que Shelby suive ses traces, la forçant à suivre des cours de commerce afin qu'elle devienne une superbe femme d'affaires. Il change d'avis après avoir vu l'amour de Shelby pour les dinosaures et décide de reculer pour laisser sa fille suivre ses rêves. Monsieur Watkins est ensuite vu comme l'un des nombreux civils à brandir un miroir pour détruire l'Énergemme obscur.
- Burt (Simon Mead) : Burt est un rival d'enfance et un intimidateur de Riley Griffin, le Ranger Dino Charge vert, qui se rend à Amber Beach pour participer à un marathon contre Riley. Il nourrit de l'animosité envers lui jusqu'à ce que les deux se comprennent après une attaque de monstre.
- Rusty (Arlo MacDiarmid) : Rusty est un explorateur et un vieil ami de James Navarro, le Ranger Dino Charge aquatique, qui envoie une lettre à Tyler Navarro, le Ranger Dino Charge rouge, afin de lui donner plus d'informations sur l'emplacement de son père. Il est ensuite révélé que Rusty a été sauvé par James Navarro après une attaque de Fury dans une grotte contenant l'Énergemme aquatique.
- Mammie Betty (Ilona Rodgers) : Mammie Betty est une archéologue et la grand-mère de Kendall Morgan, la Ranger Dino Charge violet. Elle se rend au musée des dinosaures d'Amber Beach pour montrer à sa petite-fille une grande loupe qu'elle a trouvée dans la grotte où vivait la tribu de Koda. Elle effectue également divers petits travaux autour du musée des dinosaures d'Amber Beach, réparant la plomberie, changeant les ampoules et travaillant au Dino Bite Café.
- Zach (Davi Santos) : Zach est un artiste de rue originaire de Zandar et le descendant de Sir Ivan de Zandar, le Ranger Dino Charge doré. Il se rend à Amber Beach pour exprimer ses compétences artistiques en peignant des graffitis autour de la plage jusqu'à ce qu'il soit surpris par les Rangers Dino Charge et obligé de nettoyer. Il entre également en conflit de goût artistique avec Ivan jusqu'à ce que ce dernier lui apprenne à respecter tous les types d'art. Zach est ensuite vu comme l'un des nombreux civils à brandir un miroir pour détruire l'Énergemme obscur.

## Armes
- Dino Blade Blaster :
  - Morpher Dino Charge : le  Morpher Dino Charge est une arme de type blaster utilisée par les  Rangers Dino Charge au combat et pour se métamorphoser en  Ranger Dino Charge.
  - Dino Sabre : le Dino Sabre est une arme de type épée utilisée par les Rangers Dino Charge  comme arme de mêlée.

- Ptéro Morpher doré : le Ptéro Morpher doré est une arme de type blaster utilisée par le Ranger Dino Charge doré au combat et pour se métamorphoser en Ranger Dino Charge doré.
- T-Rex Super Charge Morph Blaster :
  - Morpher Dino Charge :
  - T-Rex Super Charge Morpher : le T-Rex Super Charge Morpher est une arme de type blaster que le T-Rex Zord devient et qui est utilisée par le Ranger Dino Charge rouge pour se métamorphoser en T-Rex Super Charge.
- Titano Charge Morpher : le Titano Morph Blaster est une arme de type blaster utilisée par le Ranger Dino Charge argenté au combat et pour se métamorphoser en Ranger Dino Charge argenté.
- Sabre Dino Super Drive : le Sabre Dino Super Drive est une arme de type épée à thème de tyrannosaure utilisée pour effectuer des attaques décisives lorsque les Rangers Dino Charge sont en mode Dino Super Drive.
- Les Énergemmes : Les Énergemmes sont dix gemmes puissantes créées par les Maîtres de la Transformation, destinées à devenir une source d'énergie pour une future équipe de Power Rangers. Elles sont confiées au Gardien pour les protéger des forces du mal. Sur Terre, après avoir été poursuivis par le chasseur de primes Sledge, le Gardien lie leur pouvoir à dix dinosaures, qui finissent par fusionner avec dix individus pour devenir les Rangers Dino Charge.
  - Énergemme rouge : L'Énergemme rouge est une gemme puissante créée par les Maîtres de la Transformation et confiée au Gardien, qui la lie à un Tyrannosaure Rex pour la protéger du chasseur de primes Sledge. De nos jours, Tyler Navarro la découvre dans la grotte de Sampson et s'y lie en protégeant Shelby Watkins du monstre Iceage, utilisant son pouvoir pour devenir le Ranger Dino Charge rouge.
  - Énergemme noire : L'Énergemme noire est une gemme puissante créée par les Maîtres de la Transformation et confiée au Gardien, qui la lie à un Parasaurolophus pour la protéger du chasseur de primes Sledge. De nos jours, Chase Randall se lie à elle après l'avoir reçue de Moana, après avoir sauvé son chat, Tabitha. Il utilise son pouvoir pour devenir le Ranger Dino Charge noir .
  - Énergemme bleue : L'Énergemme bleue est une gemme puissante créée par les Maîtres de la Transformation et confiée au Gardien, qui la lie à un Stégosaure pour la protéger du chasseur de primes Sledge. L'homme des cavernes, Koda, la découvre lorsqu'il la dégage d'une grotte, après avoir sauvé son frère, Taku, d'un tigre à dents de sabre, avant d'être piégé dans un bloc de glace. Après que Kendall Morgan et Chase Randall l'aient découvert et libéré à notre époque, il utilise son pouvoir pour devenir le Ranger Dino Charge bleu .
  - Énergemme verte : L'Énergemme verte est une gemme puissante créée par les Maîtres de la Transformation et confiée au Gardien, qui la lie à un Vélociraptor pour la protéger du chasseur de primes Sledge. De nos jours, Riley Griffin la découvre dans un fossile près de sa ferme, s'y lie en protégeant son chien, Rubik, de Fury, et utilise son pouvoir pour devenir le Ranger Dino Charge vert .
  - Énergemme rose : L'Énergemme rose est une gemme puissante créée par les Maîtres de la Transformation et confiée au Gardien, qui la lie à un Tricératops pour la protéger du chasseur de primes Sledge. De nos jours, le Musée des Dinosaures d'Amber Beach la découvre près de la grotte Sampson, où elle est volée par le monstre Iceage jusqu'à ce que Shelby Watkins la lui reprenne. Elle se lie à la gemme et utilise son pouvoir pour devenir la Ranger Dino Charge rose .
  - Énergemme dorée : L'Énergemme dorée est une gemme puissante créée par les Maîtres de la Transformation et confiée au Gardien, qui la lie à un Ptérodactyle pour la protéger du chasseur de primes Sledge. Sir Ivan la découvre dans un ruisseau à Zandar, se lie à elle tout en protégeant le prince Colin de Fury. Plus tard, elle est prise par le prince Colin après que Fury emprisonne Sir Ivan à l'intérieur de son propre corps, faisant d'elle un trésor royal connu sous le nom de Pierre de Zandar. Après que Sir Ivan est libéré de l'emprise de Fury, il utilise son pouvoir pour devenir le Ranger Dino Charge doré.
  - Énergemme aquatique : L'Énergemme aquatique est une gemme puissante créée par les Maîtres de la Transformation et confiée au Gardien, qui la lie à un Ankylosaure pour la protéger du chasseur de primes Sledge. James Navarro la découvre et s'y lie lorsqu'il tente de protéger son ami d'une attaque de Fury. Il utilise son pouvoir pour devenir le Ranger Dino Charge aquatique.
  - Énergemme graphite : L'Énergemme graphite est une gemme puissante créée par les Maîtres de la Transformation et confiée au Gardien, qui la lie à un Pachycéphalosaure pour la protéger du chasseur de primes Sledge. Le prince Phillip III engage une équipe d'excavation pour trouver l'Énergemme graphite et tente de s'y lier en effectuant des actions caritatives, mais sans succès jusqu'à ce qu'il sauve Chloé Randall d'une attaque de monstre. Il utilise alors son pouvoir pour devenir le Ranger Dino Charge graphite.
  - Énergemme violette : L'Énergemme violette est une gemme puissante créée par les Maîtres de la Transformation et confiée au Gardien, qui la lie à un Plésiosaure pour la protéger du chasseur de primes Sledge. Albert Smith la découvre et s'y lie en sauvant une petite fille prise dans une tempête de neige. Il utilise ses pouvoirs pour aider les civils en Nouvelle-Zélande jusqu'à ce qu'il demande au Gardien de le libérer de l'Énergemme violette afin de trouver quelqu'un de plus digne de son pouvoir. Les Rangers Dino Charge tentent de trouver cette personne mais échouent, et la gemme est finalement récupérée par Sledge. Cependant, Kendall Morgan s'y lie en protégeant le Gardien des Spikeballs et utilise son pouvoir pour devenir la Ranger Dino Charge violet .
  - Énergemme argentée : L'Énergemme argentée est une gemme puissante créée par les Maîtres de la Transformation et confiée au Gardien, qui la lie à un Titanosaure pour la protéger du chasseur de primes Sledge. Zenowing la trouve et s'y lie en la protégeant de Lord Arcanon. Il utilise ses pouvoirs pour devenir le Ranger Dino Charge argenté.
  - Énergemme obscur : L'Énergemme obscur est une Énergemme maléfique créé à partir de l'énergie négative lors de la création des autres Énergemmes. Heckyl a essayé de le garder loin de Lord Arcanon, mais il a fini par se lier à l'Énergemme, se transformant en Snide et perdant ainsi la mémoire. Sledge obtient l'Énergemme obscur lorsque Lord Arcanon est blessé après une bataille féroce contre les  Rangers Dino Charge. Finalement, l'Énergemme obscur tombe entre les mains des  Rangers Dino Charge et est confié à Heckyl pour en devenir le gardien.
- Dino Chargeurs : les Dino Chargeurs sont des dispositifs en forme de batterie utilisés par les  Rangers Dino Charge pour alimenter leurs armes, zords et pour se transformer.
  - Chargeurs principaux :
    - Dino Chargeur #00 – Spino Chargeur : le Spino Chargeur est créé par Shelby pour invoquer le Spino Zord.
    - Dino Chargeur #1 – T-Rex Chargeur : le T-Rex Chargeur donne à Tyler la capacité de se transformer en Ranger Dino Charge rouge et de convoquer le T-Rex Zord.
    - Dino Chargeur #2 – Para Chargeur : le Para Chargeur donne à Chase la capacité de se transformer en Ranger Dino Charge noir et de convoquer le Para Zord.
    - Dino Chargeur #3 – Stégo Chargeur : le Stégo Charger donne à Koda la capacité de se transformer en Ranger Dino Charge bleu et de convoquer le Stégo Zord.
    - Dino Chargeur #4 – Raptor Chargeur : le Raptor Chargeur donne à Riley la capacité de se transformer en Ranger Dino Charge vert et de convoquer le Raptor Zord.
    - Dino Chargeur #5 – Tricéra Chargeur : le Tricéra Chargeur donne à Shelby la capacité de se transformer en Ranger Dino Charge rose et de convoquer le Tricéra Zord.
    - Dino Chargeur #6 – Ptéro Chargeur : le Ptéro Chargeur donne à Ivan la capacité de se transformer en Ranger Dino Charge doré et de convoquer le Ptéro Zord.
    - Dino Chargeur #7 – Ankylo Chargeur : L'Ankylo Chargeur donne à James la capacité de se transformer en Ranger Dino Charge aquatique et de convoquer l'Ankylo Zord.
    - Dino Chargeur #8 – Pachy Chargeur : le Pachy Chargeur donne à Prince Phillip la capacité de se transformer en Ranger Dino Charge graphite et de convoquer le Pachy Zord.
    - Dino Chargeur #9 – Plésio Chargeur : le Plésio Chargeur donne à Kendall la capacité de se transformer en Ranger Dino charge violet et de convoquer le Plésio Zord.
    - Dino Chargeur #10 – Titano Chargeur : le Titano Chargeur donne à Zenowing la capacité de se transformer en Ranger Dino Charge argenté et de convoquer le Titano Zord.

  - Chargeurs Auxiliaires :
    - Dino Chargeur #11 – Dino Moto Chargeur : le Dino Moto Chargeur est utilisé pour invoquer la Dino Moto.
    - Dino Chargeur #12 – Dino Armure X Chargeur : le Dino Armure X Chargeur est utilisé pour activer la Dino Armure X.
    - Dino Chargeur #13 – Dino Pointe Chargeur : le Dino Pointe Chargeur est utilisé pour combiner les armes des Rangers Dino Charge en Dino Pointe.
    - Dino Chargeur #14 – Dino Cupidon Chargeur : le Dino Cupidon Chargeur confère à son utilisateur la capacité de faire tomber amoureux une personne à la première personne qu'elle voit.
    - Dino Chargeur #15 – Dino Flamme Chargeur : le Dino Flamme Chargeur, lorsqu'il est activé, émet du feu à partir du Morpher Dino Charge de l'utilisateur.
    - Dino Chargeur #16 – Dino Extension Chargeur : le Dino Extension Chargeur, lorsqu'il est activé, peut étirer le cou de son utilisateur.
    - Dino Chargeur #17 – Dino Gaz Chargeur : le Dino Gaz Chargeur, lorsqu'il est activé, émet un gaz toxique soit à partir du T-Rex Zord , soit à partir du Morpher Dino Charge.
    - Dino Chargeur #18 – Dino Chatouille Chargeur : le Dino Chatouille Chargeur, lorsqu'il est activé, fait rire la cible de manière incontrôlable.
    - Dino Chargeur #19 – Dino Aplatisseur Chargeur : le Dino Aplatisseur Chargeur, lorsqu'il est activé, fait en sorte que la cible devienne aplatie.
    - Dino Chargeur #20 – Dino Hypnose Chargeur : le Dino Hypnose Chargeur confère à son utilisateur la capacité d'hypnotiser n'importe qui.
    - Dino Chargeur #21 – Dino Gravité Chargeur : le Dino Gravité Chargeur, lorsqu'il est activé, provoque une augmentation de la gravité dans la zone environnante.
    - Dino Chargeur #22 – Dino Hélium Chargeur : le Dino Hélium Chargeur, lorsqu'il est activé, fait en sorte que la cible se gonfle comme un ballon.
    - Dino Chargeur #23 – Dino Clone Chargeur : le Dino Clone Chargeur, lorsqu'il est activé, crée un clone de son utilisateur ou de sa cible.
    - Dino Chargeur V – Dino Victoire Chargeur : le Dino Victoire Chargeur convertit les énergies des Énergemmes des Rangers Dino Charge en une puissante explosion.
    - Dino Chargeur X – Dino X Chargeur : le Dino X Chargeur convertit les énergies des Énergemmes des Rangers Auxiliaires en une puissante explosion.
    - Dino Amitié Chargeur : le Dino Amitié Chargeur, restaure les liens d'amitié brisés par Shearfear.

  - Chargeurs Armures :
    - Dino Chargeur D – Dino Drive Chargeur : le Dino Drive Chargeur est utilisé par les Rangers Dino Charge pour activer le Mode Dino Drive.
    - Dino Chargeur SD – Dino Super Drive Chargeur : le Dino Super Drive Chargeur est utilisé par les Rangers Dino Charge pour activer le mode Dino Super Drive.
    - Dino Chargeur #1+ - T-Rex Super Chargeur : le T-Rex Super Chargeur confère à Tyler la capacité d'accéder au Mode T-Rex Super Charge.

- Dino Pointe : la Dino Pointe est une arme en forme de pointe formée lorsque les Rangers Dino Charge combinent leurs armes.
  - Hache T-Rex : la Hache T-Rex est une arme de type blaster formée lorsque la Morsure T-Rex et la Para Hache sont combinés entre eux.
    - Morsure T-Rex : la Morsure T-Rex est l'arme personnelle du Ranger Dino Charge rouge, qui prend la forme d'une mâchoire  de frappe inspiré du tyrannosaure rex.
    - Para Hache : la Para Hache est l'arme personnelle du Ranger Dino Charge noir, qui prend la forme d'une hache inspirée du parasaurolophus.

  - Triple Spike : le Triple Spike est une arme en forme de pointe formée lorsque le Stégo Bouclier, la Raptor Griffe et la Tricéra Perceuse sont combinés entre eux.
    - Stégo Bouclier : le Stégo Bouclier est l'arme personnelle du Ranger Dino Charge bleu, qui prend la forme d'un bouclier inspiré du stégosaure.
    - Raptor Griffe : la Raptor Griffe est l'arme personnelle du Ranger Dino Charge vert, qui prend la forme d'une griffe inspirée du vélociraptor.
    - Tricéra Perceuse : la Tricéra Perceuse est l'arme personnelle du Ranger Dino Charge rose, qui prend la forme d'une perceuse inspirée du tricératops.

- Ptéro Sabre doré : le Ptéro Sabre doré est l'arme personnelle du Ranger Dino Charge doré, qui prend la forme d'un sabre.
- Titano Sabre : le Titano Sabre est l'arme personnelle du Ranger Dino Charge argenté, qui prend la forme d'une épée.
- Dino Phone : le Dino Phone est un appareil de type smartphone utilisé par les  Rangers Dino Charge comme dispositif de communication. Il sert également de système de stockage pour les Dino Chargeurs des Rangers Dino Charge.
- Dino Métal : le Dino Métal est un mode renforcé utilisé par les Rangers Dino Charge lorsqu'ils utilisent leurs armes personnelles.
- Dino Drive : le Mode Dino Drive est une puissante armure portée par les Rangers Dino Charge lorsqu'ils sont dans le cockpit de leurs Zords.
  - Dino Super Drive : le Mode Dino Super Drive est une puissante armure qui est une version améliorée du Mode Dino Drive. Elle est portée par les Rangers Dino Charge lorsqu'ils sont dans le cockpit de leurs Zords.

- Dino Armure X : la Dino Armure X est une forme surpuissante utilisée par le Ranger Dino Charge noir et le Ranger Dino Charge rouge, basée sur le deinosuchus.
- T-Rex Super Charge : le Mode T-Rex Super Charge est une forme améliorée utilisée par le Ranger Dino Charge rouge. Il lui confère la capacité d'accéder aux Zords des autres Rangers Dino Charge pendant les combats.
  - T-Rex Super Charge Tri-Stégo Formation :
  - T-Rex Super Charge Para-Raptor Formation :
  - T-Rex Super Charge Tri-Ankylo Formation :
  - T-Rex Super Charge Ankylo-Pachy Formation :
  - T-Rex Super Charge Stégo-Spino Formation :

- Dino Moto : la Dino Moto est un véhicule de type moto inspiré du deinonychus utilisé par les Rangers Dino Charge.

## Zords

### Dino Charge Zords
- Zord T-Rex : Zord personnel du Ranger rouge.
- Zord Para : Zord personnel du Ranger noir.
- Zord Stégo : Zord personnel du Ranger bleu.
- Zord Raptor : Zord personnel du Ranger vert.
- Zord Tricéra : Zord personnel du Ranger rose.
- Zord Ptéro : Zord personnel du Ranger doré.
- Zord Ankylo : Zord personnel du Ranger aquatique.
- Zord Pachy : Zord personnel du Ranger graphite.
- Zord Plésio : Zord personnel du Ranger violet.
- Zord Titano : Zord personnel du Ranger argenté.
- Zord Spino : Zord que Shelby a créer en suivant les instructions de Zenowing, il deviendra plus tard, le Zord personnel du Ranger obscur

## Megazords
- Dino Charge Megazord :
  - Tri-Stégo Formation : les Zords T-Rex, Tricéra et Stégo peuvent s'assembler pour former le Dino Charge Megazord - Tri-Stégo Formation.
  - Stégo-Raptor Formation : les Zords T-Rex, Stégo et Raptor peuvent s'assembler pour former le Dino Charge Megazord - Stégo-Raptor Formation.
  - Para-Raptor Formation : les Zords T-Rex, Para et Raptor peuvent s'assembler pour former le Dino Charge Megazord - Para-Raptor Formation.
  - Tri-Ankylo Formation : les Zords T-Rex, Tricéra et Ankylo peuvent s'assembler pour former le Dino Charge Megazord - Tri-Ankylo Formation.
  - Para-Stégo Formation : les Zords T-Rex, Stégo et Para peuvent s'assembler pour former le Dino Charge Megazord - Para-Stégo Formation.
  - Tri-Stégo-Ptéro Formation : les Zords T-Rex, Tricéra, Stégo et Ptéro peuvent s'assembler pour former le Dino Charge Mégazord - Tri-Stégo-Ptéro Formation.
  - Ankylo-Pachy Formation : les Zords T-Rex, Ankylo et Pachy peuvent s'assembler pour former le Dino Charge Megazord - Ankylo-Pachy Formation.

- Ptéro Charge Megazord : le Zord Ptéro se transforme pour former le Ptéro Charge Megazord.
  - Para-Raptor Formation : les Zords Ptéro, Para et Raptor peuvent s'assembler pour former le Ptéro Charge Megazord - Para-Raptor Formation.
  - Tricéra Formation : les Zords Ptéro et Tricéra peuvent s'assembler pour former le Ptéro Charge Megazord - Tricéra Formation.
  - Pachy Formation : les Zords Ptéro et Pachy peuvent s'assembler pour former le Ptéro Charge Megazord - Pachy Formation.
  - Ankylo Formation : les Zords Ptéro et Ankylo peuvent s'assembler pour former le Ptéro Charge Megazord - Ankylo Formation.
  - Para Formation : les Zords Ptéro et Para peuvent s'assembler pour former le Ptéro Charge Megazord - Para Formation.

- Plésio Charge Megazord : le Zord Plésio se transforme pour former le Plésio Charge Megazord.
  - Pachy Rex Formation : les Zords Plésio, Pachy et T-Rex peuvent s'assembler pour former le Plésio Charge Megazord - Pachy Rex Formation.
  - Para Formation : les Zords Plésio et Para peuvent s'assembler pour former le Plésio Charge Megazord - Para Formation.
  - Raptor Formation : les Zords Plésio et Raptor peuvent s'assembler pour former le Plésio Charge Megazord - Raptor Formation.
  - Ankylo Formation : les Zords Plésio et Ankylo peuvent s'assembler pour former le Plésio Charge Megazord - Ankylo Formation.
  - Pachy Formation : les Zords Plésio et Pachy peuvent s'assembler pour former le Plésio Charge Megazord - Pachy Formation.

- Titano Charge Megazord : le Zord Titano se transforme pour former le Titano Charge Megazord.

- Spino Charge Megazord : le Zord Spino se transforme pour former le Spino Charge Megazord.
  - Ankylo-Pachy Formation : les Zords Spino, Ankylo et Pachy peuvent s'assembler pour former le Spino Charge Megazord - Ankylo-Pachy Formation.
  - Para-Raptor Formation : les Zords Spino, Para et Raptor peuvent s'assembler pour former le Spino Charge Megazord - Para-Raptor Formation.

- Dino Charge Ultrazord :  l'ultrazord Dino Charge est une combinaison des Zords Tyrannosaure, Para, Stégo, Raptor, Tricéra et Titano qui, ensemble, forment le plus grand Megazord. Lorsque les essences des 10 Zords se rassemblent, le Dino Charge Ultrazord peut alors utiliser l’extrêmement puissant Canon Titano!

### Ennemis
- Équipage de Sledge
  - Heckyl (Ryan Carter) : Heckyl est le double humain de Snide, qui est aussi impitoyable et qui dirige en alternance l'armée de Sledge.
  - Snide : Snide est le double monstrueux de Heckyl, créé quand ce dernier a touché l'énergemme obscur, en tentant de la protéger du Seigneur Arcanon. Il est le nouveau leader de l'armée de Sledge souhaitant lui aussi s'emparer des énergemmes afin de conquérir l'univers. Dans le futur modifié par les Rangers, à la fin de la série, Snide n'a jamais vu le jour car Zenowing et Heckyl ont empêché Arcanon de voler l'énergemme obscur.
  - Sledge : Sledge est un puissant chasseur de primes à la recherche des Énergemmes cachés sur la Terre afin d'en maîtriser leurs pouvoirs et de conquérir l'univers. Ayant survécu au crash de son vaisseau, il revient peu après la défaite du Seigneur Arcanon face aux Rangers. Il s'empare de l'énergemme obscur et clame à son ancien employeur, qu'ils ne sont pas amis et qu'après avoir piloté son vaisseau prison pendant des millénaires il attend sa récompense. Arcanon lui dit qu'il serait ravi de le payer en lingots sidéraux mais Sledge décline et déclare qu'il va se payer en prenant l'Energemme obscur et en l'insérant dans son blaster. Furieux, Arcanon réplique que ce n'est pas ce qu'ils avaient convenu et ajoute que Sledge devrait se rendre car il est seul contre 4 (Arcanon ayant appelé Singe, Conductro et Screech). Mais Sledge contre attaque en disant “Heureusement que j'ai rassemblé mon ancien équipage” (Fury, Wrench, Poisandra et Curio), auquel vient s'ajouter Snide. Alors qu'Arcanon constate que Snide l'a trahi, ce dernier lui réplique qu'il a toujours eu 2 visages. Sledge et Snide utilisent leurs pouvoirs combinés pour détruire Arcanon et son équipage pour de bon. Dans la bataille finale contre les rangers dans le passé, Sledge meurt après avoir été envoyé dans le Soleil avec son vaisseau et la majorité de son équipage.
  - Poisandra : Poisandra est la fiancée de Sledge et l'un de ses généraux. Elle a le cœur brisé quand elle pense que Sledge est mort à la suite du crash de son vaisseau. Elle est destituée de son statut de Général quand Heckyl et Snide gouvernent le Vaisseau. Dans la bataille finale contre les rangers dans le passé, Poisandra est enfermée dans une cellule par le Ranger aquatique et tuée quand le Vaisseau de Sledge est envoyé dans le Soleil.
  - Fury : Ancien bras droit de Sledge, il devient général avec Wrench sous le commandement d'Heckyl et Snide. Il développe une forte rivalité avec Singe. Il est destitué de son statut de Général quand Singe revient accompagné de Doomwing et Arcanon. Il redevient général quand Sledge revient au pouvoir. Dans la bataille finale contre les Rangers dans le passé, Fury est tué sur Terre par la bombe du Gardien après que Tyler l'ait placée dans la capsule contenant les énergemmes.
  - Wrench : Wrench est le mécanicien du Vaisseau de Sledge, et l'un de ses généraux. Il devient général avec Fury sous le commandement d'Heckyl et Snide. Il est destitué de son statut de Général quand Singe revient accompagné de Doomwing et Arcanon. Il redevient général quand Sledge revient au pouvoir. Dans la bataille finale contre les Rangers dans le passé, il est tué avec Poisandra quand le Vaisseau de Sledge est envoyé dans le Soleil. Dans l'épisode 22, il est révélé que Wrench a tenté de s'enfuir dans une navette mais le monstre Heximas, qui a réussi à sortir de sa cellule de manière inconnue, a pris sa place, s'enfuyant et laissant Wrench mourir.
  - Curio : Créé par Wrench à partir de morceaux de monstres recyclés, Curio est le meilleur ami de Poisandra et devient l'un des généraux de Sledge. Il est destitué de son statut de Général quand Heckyl et Snide gouvernent le Vaisseau. Dans le futur modifié par les Rangers, Curio n'a jamais vu le jour car Sledge et son équipage ont été tués dans le passé.

- Équipage de Lord Arcanon
  - Lord Arcanon : le Seigneur Arcanon est le maître de Singe et l'ancien employeur de Sledge, l'ayant envoyé capturer plusieurs monstres pour se bâtir une armée. Il a détruit le monde de Snide et Heckyl pour s'emparer de l'énergemme obscur. Après avoir été battu par les Rangers, Arcanon est tué pour de bon avec son équipage par Sledge quand ce dernier fait son grand retour. Dans le futur modifié par les Rangers, à la fin de la série, Arcanon est tué par Zenowing et Heckyl pour l'empêcher de voler l'énergemme obscur.
  - Singe : Singe est un mercenaire qui rejoint Heckyl, Snide et leur groupe dans la conquête des énergemmes. En réalité, c'est un agent double, aux ordres du Seigneur Arcanon. Il est détruit avec Arcanon et le Duo Musicien par Sledge et Snide. Dans le futur modifié par les Rangers, à la fin de la série, Singe est tué par Zenowing et Heckyl pour l'empêcher d'aider Arcanon à voler l'énergemme obscur.
  - Doomwing : Doomwing est l'un des 2 généraux d'Arcanon. Il a été créé par Arcanon avec l'énergemme obscur, à partir de Zenowing, fusionnant avec lui pour contrôler l'énergemme d'argent. Il est détruit par Zenowing dans l'épisode 15. Dans le futur modifié par les Rangers, à la fin de la série, Doomwing n'a jamais vu le jour car Zenowing et Heckyl ont empêché Arcanon de voler l'énergemme obscur.
  - Le Duo Musicien : Deux nouveaux généraux d'Arcanon (Screech et Conductro). Dans l'épisode 17, ils utilisent leurs instruments de musique pour transformer les humains en Zombies, ainsi que certains des Rangers afin de leur voler leurs énergemmes. Ils sont tués avec Arcanon et Singe par Sledge et Snide. Dans le futur modifié par les Rangers, à la fin de la série, Screech et Conductro sont tués, hors de l'écran, avec Singe par Zenowing et Heckyl pour les empêcher d'aider Arcanon à voler l'énergemme obscur.

- Spikeballs : les Spikeballs sont les gardes prison et les combattants d'élite de Sledge.
- Vivix : les Vivix sont les combattants de Sledge. Ils peuvent se combiner et former les Vivizords. Dans le futur modifié par les Rangers, certains Vivix ont survécu et vont se battre contre les rangers commandés par Heximas l'unique monstre survivant de Sledge après sa mort dans le passé.

### Monstres
- Beauticruel : la seule Vivix notable est Beauticruel. Repoussé par Curio, Beauticruel cherche l'amour de sa vie. Dans l'épisode 11, elle élabore un plan pour voler les énergemmes au Power Rangers et trouver un petit-ami avec l'aide de Poisandra. Elle est finalement détruite par le Titano Charge Mégazord et le Ptéro Charge Méazord. Dans le futur modifié par les Rangers, Beauticruel n'a jamais été créée ou transformée car Sledge et son équipage incluant Poisandra ont été tués dans le passé.
- Fortress : est le projet secret de Wrench et le monstre qui servira de "Mégazord" à Heckyl et Snide. Il est très puissant car Wrench lui a appris à bloquer toutes les attaques des différents Mégazords des Rangers. Il apparaît dans l'épisode 13 et accompagne Heckyl/Snide, Fury et Wrench quand ils font face à Lord Arcanon accompagné de Singe et de Doomwing. Snide le fera grandir avec le Faisceau Magna et ils pulvériseront Arcanon et son équipe qui avaient tenté de les battre avec les Mégazords des Rangers car ils avaient volé leur technologie. Fortress sera finalement détruit par le Dino Charge Ultrazord. Dans le futur modifié par les rangers, Fortress n'a jamais été créé car Wrench a été détruit dans le passé.
- Heximas : Heximas est l'antagoniste final des Rangers, apparu dans l'épisode 22, et le dernier monstre à avoir survécu à la disparition de Sledge et de son équipage. Depuis 65 millions d'années, il travaille sur son plan avec une poignée de Vivix qu'il a sauvé. Ses derniers mots sont « Toute cette préparation pour rien ! ».

## Épisodes de la vingt-troisième saison (2016)
| Saison | Saison | Épisodes | États-Unis      | États-Unis       | France       | France           |
| Saison | Saison | Épisodes | Début           | Fin              | Début        | Fin              |
| ------ | ------ | -------- | --------------- | ---------------- | ------------ | ---------------- |
|        | 23     | 22       | 30 janvier 2016 | 10 décembre 2016 | 28 mars 2016 | 23 décembre 2016 |

## Autour de la série
- Le nom de la planète d'origine de Heckyl, Sentai 6, est une référence au média dont Power Rangers est adapté : les super sentai.
- Dans l'épisode 18, on apprend de Badussa qu'il a détruit une galaxie nommée Kyoryuger, référence au super sentai Zyuden Sentai Kyoryuger dont Dino Charge et Dino Super Charge sont adaptés.